# Хранители (телеспектакль)
«Храни́тели» — советский телеспектакль 1991 года, снятый на студии Ленинградского телевидения, экранизация первой части «Властелина колец» Джона Толкина. Главные роли в нём сыграли Виктор Костецкий, Георгий Штиль, Валерий Дьяченко. Запись спектакля долгое время считалась утраченной, но в 2021 году была найдена.

## Сюжет
Литературной основой телеспектакля стала первая часть эпопеи Джона Толкина «Властелин колец» в переводе Владимира Муравьёва и Андрея Кистяковского, созданном в 1980-е годы. В этом варианте текста Арагорн носит прозвище Бродяжник, фамилия Бэггинс переводится Торбинс, Рохан называется Ристанией, а Ривенделл — Раздолом. В сценарии (в отличие от вышедшей позже кинотрилогии Питера Джексона) сохранены все основные сюжетные ходы — в частности, в спектакле действует Том Бомбадил.

## В ролях
- Виктор Костецкий — Гэндальф
- Георгий Штиль — Бильбо Торбинс
- Валерий Дьяченко — Фродо Торбинс
- Елена Соловей — Галадриэль
- Сергей Паршин — Том Бомбадил
- Регина Лялейките — Золотинка
- Владимир Матвеев — Сэм Скромби
- Андрей Тенетко — Арагорн-Бродяжник
- Евгений Соляков — Боромир
- Андрей Толшин — Элронд
- Евгений Баранов — Саруман
- Ольга Серебрякова — Леголас
- Виктор Смирнов — Горлум[2]
- Николай Буров — Лавр Наркисс[3], хозяин таверны «Гарцующий пони»
- Дюша Романов — рассказчик

## Съёмки и судьба спектакля
«Хранители» были сняты в 1991 году на студии Ленинградского телевидения (шестью годами ранее там же был снят другой телеспектакль по Толкину — «Сказочное путешествие мистера Бильбо Беггинса, Хоббита»). Режиссёром и сценаристом стала Наталья Серебрякова, музыку написал участник рок-группы «Аквариум» Андрей (Дюша) Романов, выступивший ещё и в роли рассказчика. Актёрский коллектив был сформирован в основном из артистов, регулярно участвовавших в проекте «Сказка за сказкой»; при этом Леголаса сыграла женщина — дочь режиссёра, Ольга Серебрякова. У спектакля совсем не было бюджета, так что использовались только те костюмы и декорации, которые удалось найти в запасниках. Виктор Костецкий, сыгравший Гэндальфа, впоследствии вспоминал, что съёмки проходили в условиях крайней нехватки ресурсов: так, лошадей для назгулов было всего четыре, «и они должны были в кадре появиться дважды, чтобы их было восемь». Создатели спектакля пытались использовать спецэффекты — в частности, чтобы показать в одном кадре людей и хоббитов.
Спектакль демонстрировался на советском телевидении только один раз, 13—14 апреля 1991 года. Запись считалась утерянной, поиски долго не имели успеха, и даже существовало распространённое мнение, что история со спектаклем — выдумка толкинистов. Однако в марте 2021 года запись нашли в архиве Пятого канала и выложили в интернете. Спектакль вызвал у зрителей противоречивую реакцию из-за устаревших спецэффектов, скудных декораций и общей наивности. Многие герои оказались совсем непохожими на образы с книжных иллюстраций и из фильмов Питера Джексона: хоббиты — мужчины средних лет, у Гэндальфа нет шляпы, Галадриэль — зрелая, дородная женщина.
Наталья Серебрякова, узнав, что запись «Хранителей» найдена, изъявила готовность снять продолжение.